# Grădina Icoanei
Grădina Icoanei (El jardín de los iconos) es un pequeño parque ubicado en la zona central de Bucarest, la capital de Rumanía. 

## Ubicación
Está situado no demasiado lejos de la Piaţa Romană y del Bulevardul Magheru.
Cerca del parque se hallan edificios emblemáticos de la ciudad, como una Iglesia Anglicana o el Teatro Bulandra.
- Datos: Q5612919
- Multimedia: Grădina Icoanei / Q5612919